# Duomo di Sankt Pölten
Il duomo di Santa Maria Assunta, in tedesco Dom Mariä Himmelfahrt (o duomo di St. Pölten o Dom zu St. Pölten) è la cattedrale cattolica di St. Pölten e sede della diocesi di Sankt Pölten dal 1785. È la chiesa abbaziale dell'abbazia di St. Pölten.

## Storia e descrizione

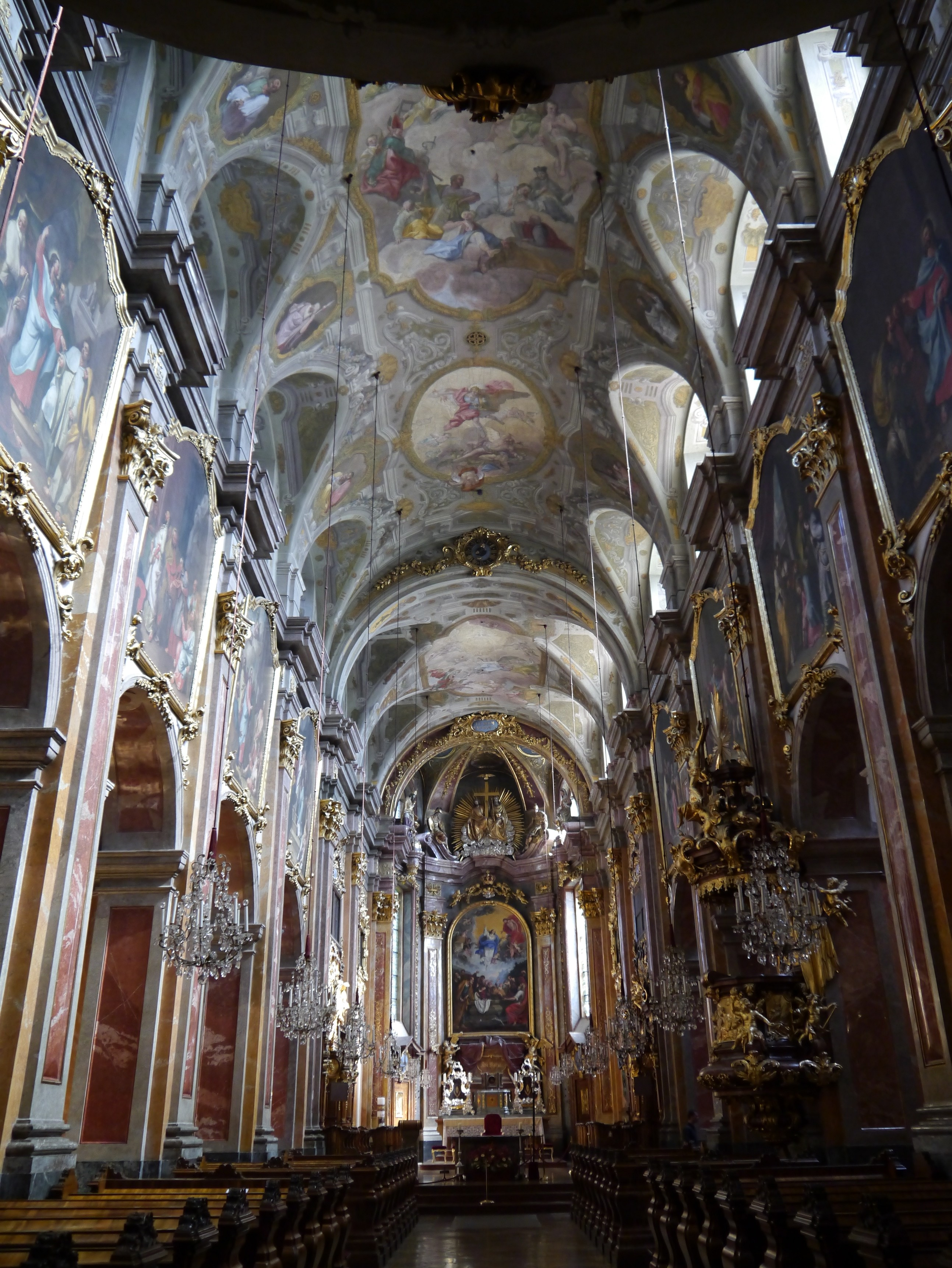
veduta dell'interno

Le origini dell'attuale abbazia di St. Pölten, e quindi del duomo, risalgono intorno al 790. I benedettini vi portarono le reliquie di sant'Ippolito, secondo il gergo locale St. Pölten appunto, che donò anche il nome alla città.
Nell'828 l'abbazia dipendeva dalla diocesi di Passavia, facente parte della Grande Moravia. Dopo la caduta dei Magiari nel 907, il monastero venne distrutto per essere ricostruito nel 955, dopo la battaglia di Lechfeld. La prima menzione scritta riguardo all'abbazia, è in una carta del 976 fra l'imperatore Ottone II di Sassonia e il vescovo Pilgrim da Passavia. Il vescovo Altmann di Passavia dona gli edifici ai Canonici regolari di Sant'Agostino.
Verso il 1150 si diede inizio alla costruzione di una chiesa a tre navate, senza transetto e con due torri gemelle sulla facciata, poi rifatte fra il 1267 e il 1280 in seguito a un incendio. Questa chiesa fu consacrata solo nel 1228 dal vescovo Gebhard, all'Assunta.
Un incendio scoppiato nel 1621 danneggiò gravemente la chiesa, e sotto l'ambizioso prevosto Johann Michel Führer si decide di ricostruire l'edificio in un fastoso stile barocco. Viene contattato allora Jakob Prandtauer, l'architetto della scenografica abbazia di Melk, alla quale Führer si ispirava. Prandtauer inizia la costruzione nel 1721-22, concependo una struttura più alta, su due piani, e l'elevazione di una terza torre al centro della facciata. Ma i lavori si interrompono bruscamente nel 1739 con la fallita della diocesi e le dimissioni del prevosto.
Daniel Gran e Bartolomeo Altomonte eseguono la decorazione della volta, Thomas Friedrich Gedon dipinge gli altri affreschi. La chiesa sarà completata verso il 1750.
L'imperatore Giuseppe II d'Asburgo-Lorena decreta la chiusura dell'abbazia di St. Pölten nel 1784 e il 28 gennaio 1785 papa Pio VI, con la sua Bolla pontificia Inter plurimas, eleva la Chiesa Abbaziale a cattedrale della diocesi di Sankt Pölten appena fondata e affidata all'ultimo vescovo della diocesi di Wiener Neustadt nel piano generale di revisione delle diocesi austriache predisposto da Giuseppe II.

## Opere d'arte
- Pulpito in legno intagliato e dorato, 1720 circa.
- Stalli del coro, 1722.
- Pala dell'Assunta all'altar maggiore, Tobias Pock, 1658.
- Mostra d'Organo di Johann Ignaz Egedacher, 1722.

## Galleria d'immagini

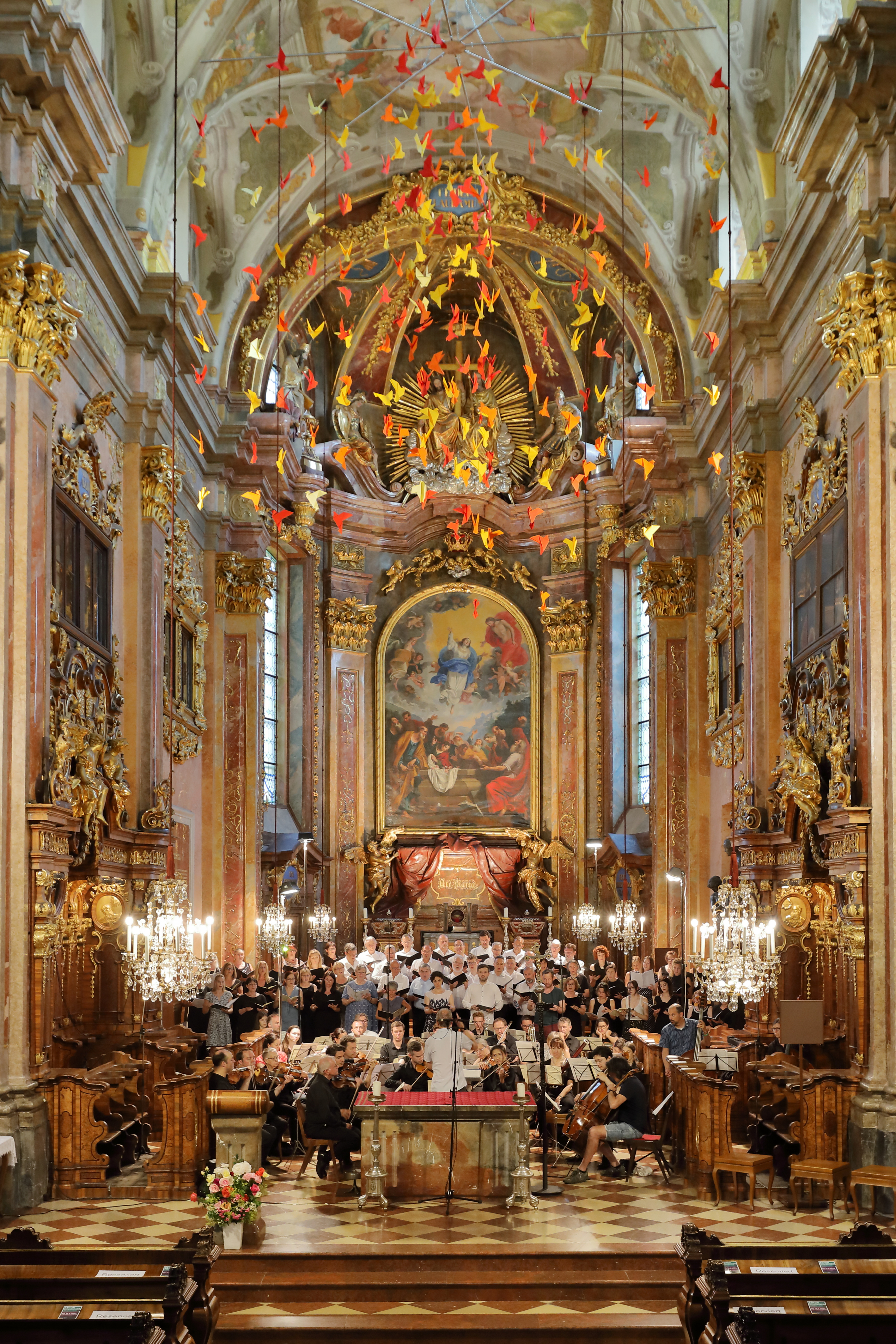
il coro
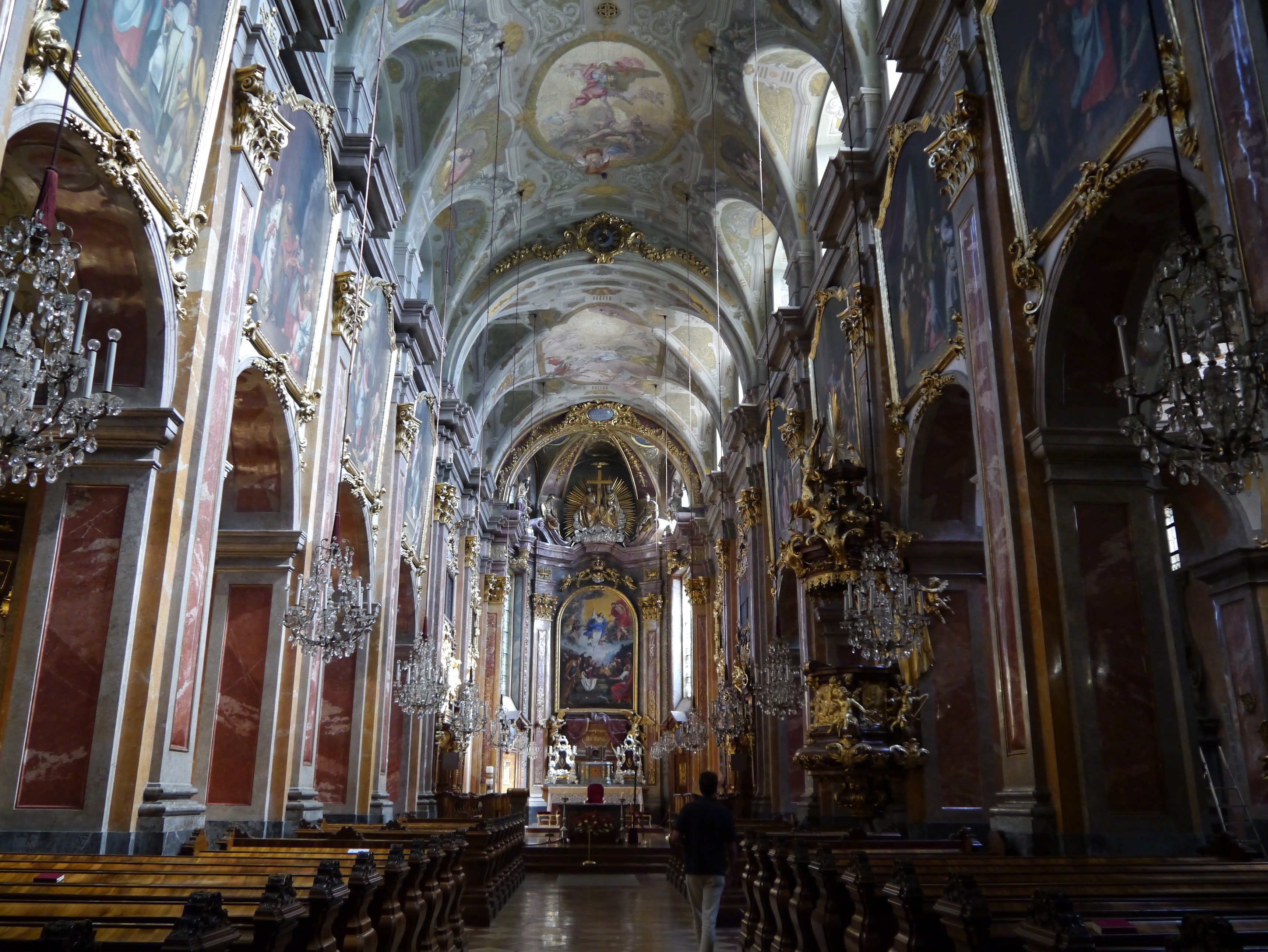
l'interno
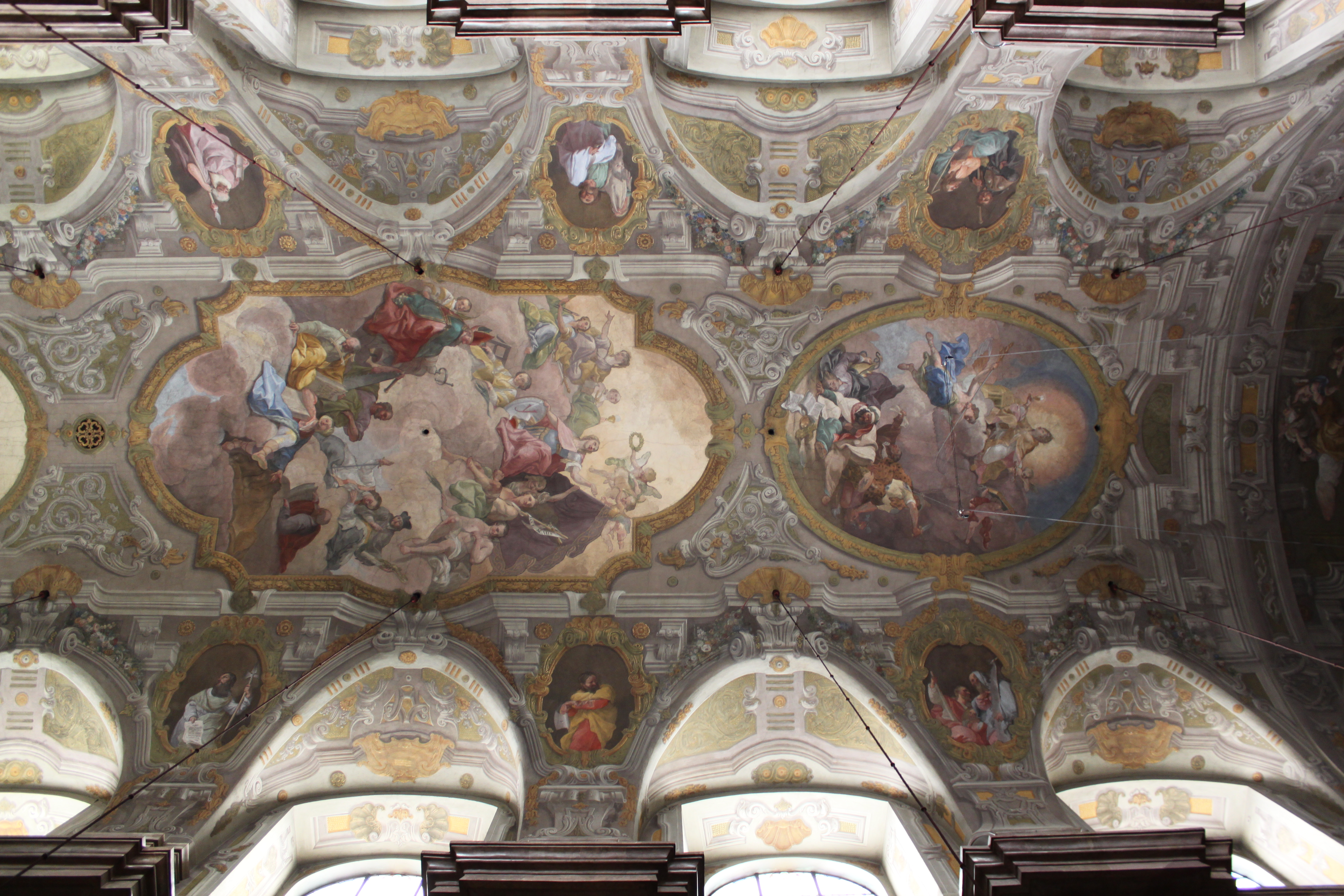
la volta
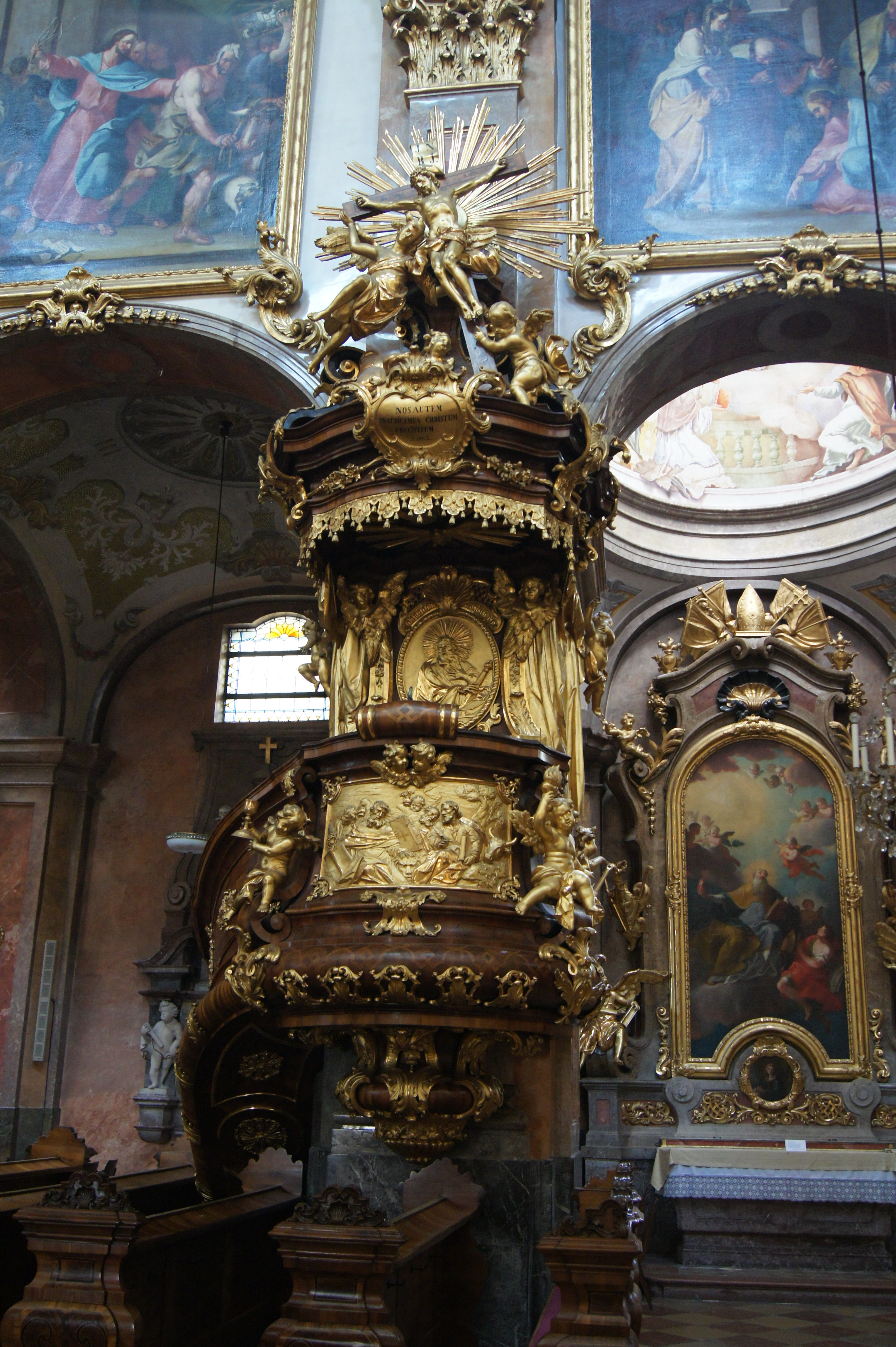
il pulpito
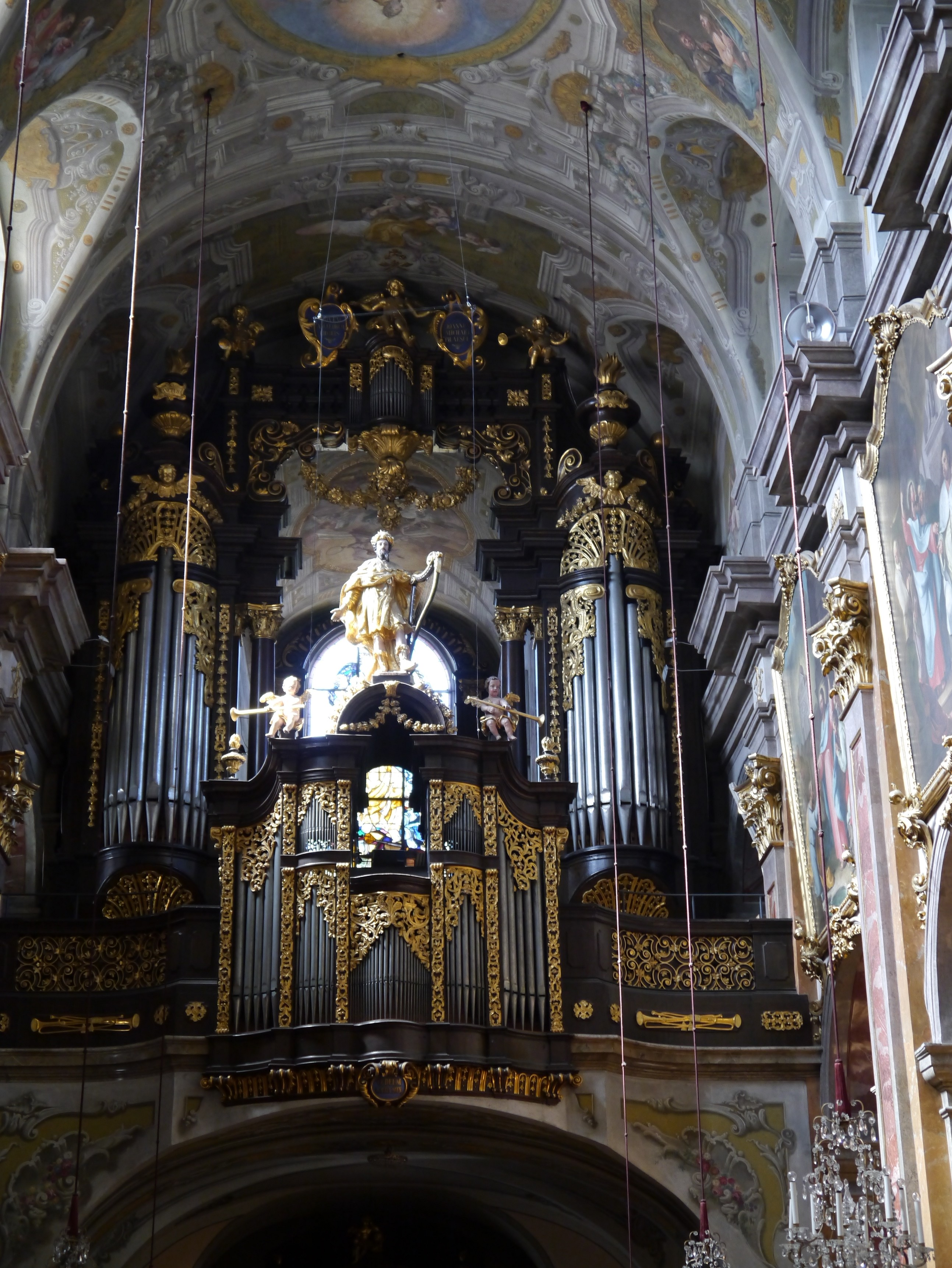
l'organo